# Epo-Film
Die Epo-Film (Eigenschreibweise: EPO-Film) ist eine österreichische Filmproduktionsgesellschaft. Sie wurde 1954 von Erich Pochlatko in Graz gegründet und hat seit 1995 ihren Firmensitz in Wien. Die Produktion umfasst Spiel- und Dokumentarfilme für Kino und Fernsehen sowie Werbe- und Wirtschaftsfilme. Epo-Film beschäftigt sechs ständige Mitarbeiter. Die Filme werden häufig durch Koproduktionen mit ausländischen Filmgesellschaften finanziert.

## Geschichte
1954 in Graz von Erich Pochlatko gegründet, wurde 1969 dessen Sohn Dieter Pochlatko (* 1943), der seit 1967 als Kameramann für die Gesellschaft tätig ist, Teilhaber der Epo-Film. 1978 wurde er alleiniger Zeichnungsberechtigter und übernahm somit die Unternehmensführung. Mit Beginndatum der Rechtsform am 19. September 1979 wurde die EPO – Filmproduktionsgesellschaft m.b.H. gegründet. Seit 1990 werden alle Filmproduktionen über den Betrieb in Wien abgewickelt. 1995 wurde der Firmensitz nach Wien verlegt, Graz ist nun eine Zweigstelle. 2002 wurde eine weitere Zweigstelle in Klagenfurt am Wörthersee eröffnet.
2016 wurde der Enkel des Firmengründers, Jakob Pochlatko (* 1984), Geschäftsführer und Mehrheitsgesellschafter der Epo-Film.

## Filmografie
- 2025: Mädchen Mädchen (Regie: Martina Plura)
- 2025: Die Affäre Cum-Ex (Fernsehserie)
- 2024: Der Vierer (Regie: Iván Sáinz-Pardo)
- 2024: Trost und Rath – Tanz mit dem Teufel (Fernsehreihe, Regie: Nikolaus Leytner)
- 2024: Crooks (Fernsehserie, Regie: Marvin Kren, Cüneyt Kaya)
- 2024: Tatort: Dein Verlust (Fernsehreihe, Regie: Katharina Mückstein)
- 2022: Serviam – Ich will dienen (Regie: Ruth Mader)
- 2022: Der Tod kommt nach Venedig (Fernsehfilm, Regie: Johannes Grieser)
- 2021: Todesurteil – Nemez und Sneijder ermitteln (Fernsehfilm, Regie: Christopher Schier)
- 2021: Stadtkomödie – Man kann nicht alles haben (Regie: Michael Kreihsl)
- 2021: Risiken und Nebenwirkungen (Regie: Michael Kreihsl)
- 2019: Todesfrist – Nemez und Sneijder ermitteln (Fernsehfilm, Regie: Christopher Schier)
- 2019: Nobadi (Regie: Karl Markovics)
- 2019: Tatort: Glück allein (Fernsehfilm, Regie: Catalina Molina)
- 2018: Alt, aber Polt (Fernsehfilm Ö; Regie: Julian Pölsler)
- 2018: Der Pass (Fernsehserie, Regie: Philipp Stennert und Cyrill Boss)
- 2018: Das Wunder von Wörgl (Fernsehfilm, Regie: Urs Egger)
- 2018: Der Trafikant (Regie: Nikolaus Leytner)
- 2017: Wir töten Stella (Regie: Julian Pölsler)
- 2017: Sie nannten ihn Spencer (Regie: Karl-Martin Pold)
- 2017: Tatort: Virus (Fernsehfilm, Regie: Barbara Eder)
- 2017: Stadtkomödie – Die Notlüge (Fernsehfilm, Regie: Marie Kreutzer)
- 2016: Landkrimi – Drachenjungfrau (Fernsehfilm, Regie: Catalina Molina)
- 2016: Bergfried (Fernsehfilm, Regie: Jo Baier)
- 2016: Seit Du da bist (Fernsehfilm, Regie: Michael Hofmann)
- 2015: Jack (Regie: Elisabeth Scharang)
- 2015: Käthe Kruse (Fernsehfilm, Regie: Franziska Buch)
- 2015: Superwelt (Regie: Karl Markovics)
- 2015: Luis Trenker – Der schmale Grat der Wahrheit (Regie: Wolfgang Murnberger)
- 2014: Die Freischwimmerin (Fernsehfilm, Regie: Holger Barthel)
- 2013: Polt. (Fernsehfilm Ö; Regie: Julian Pölsler)
- 2011: Atmen (Regie: Karl Markovics)
- 2010: Vielleicht in einem anderen Leben (Ö/D/HUN; Regie: Elisabeth Scharang)
- 2007: Der geköpfte Hahn (Fernsehfilm Ö/D/HUN/ROM; Regie: Radu Gabrea)
- 2006: Die Zeit, die man Leben nennt (Fernsehfilm Ö/D; Regie: Sharon von Wietersheim)
- 2006: Die Ohrfeige (Fernsehfilm Ö/D; Regie: Johannes Fabrick)
- 2006: Heute heiratet mein Mann (Fernsehfilm Ö; Regie: Michael Kreihsl)
- 2006: Klimt (Ö/F/D/GB; Regie: Raúl Ruiz)
- 2005: Blackout Journey (Ö/D/GB; Regie: Siegfried Kamml)
- 2005: Margarete Steiff (Fernsehfilm D/Ö; Regie: Xaver Schwarzenberger)
- 2004: Tödlicher Umweg (Ö/D/GB; Regie: Curt M. Faudon)
- 2003: Der Bockerer IV – Prager Frühling (Regie: Franz Antel)
- 2003: Schwabenkinder (Fernsehfilm; Regie: Jo Baier)
- 2002: Die Wasserfälle von Slunj (Fernsehdrama; Regie: Peter Patzak)
- 2002: Bellaria – So lange wir leben! (Dokumentarfilm; Regie: Douglas Wolfsperger)
- 2002: Meine Schwester Maria (Regie: Maximilian Schell)
- 2001: Schwimmer in der Wüste (Dokumentarfilm; Regie: Kurt Mayer)
- 2000: Der Bockerer III – Die Brücke von Andau (Regie: Franz Antel)
- 2000: Probieren Sie’s mit einem Jüngeren (Fernsehfilm; Regie: Michael Kreihsl)
- 2000: Hart im Nehmen (Fernsehfilm; Regie: Peter Patzak)
- 1999: Geboren in Absurdistan (Regie: Houchang Allahyari, Tom Dariusch Allahyari)
- 1998: Slidin' – Alles bunt und wunderbar (Regie: Barbara Albert, Michael Grimm)
- 1996: Ein fast perfekter Seitensprung (Regie: Reinhard Schwabenitzky)
- 1995: Die Fernsehsaga – Eine steirische Fernsehgeschichte (Fernsehfilm; Regie: Julian Pölsler)
- 1994: Höhenangst (Regie: Houchang Allahyari)
- 1994: Ein idealer Kandidat (Regie: Reinhard Schwabenitzky)
- 1994: Joint Venture (Regie: Dieter Berner)
- 1988: Borderline (Regie: Houchang Allahyari)